# Daniel Aeberli
Daniel Aeberli, né le 20 février 1947 à Neuchâtel et mort le 6 juin 2022 à Saint‑Blaise, est un peintre suisse. Il est connu pour ses paysages lacustres et ses représentations du lac de Neuchâtel, à l'acrylique et à la tempera.

## Biographie
Daniel Paul Aeberli naît le 20 février 1947 à Neuchâtel. Il est originaire du même lieu et de Wädenswil, dans le canton de Zurich.
Après sa maturité gymnasiale, il entame des études en sciences politiques à l'Université de Neuchâtel. Il les abandonne au bout d'une année pour intégrer l'Académie Maximilien de Meuron de Neuchâtel, où il suit pendant quatre ans l'enseignement de peintres tels qu'André Siron, Jean Convert et Gérald Comtesse et de sculpteurs comme André Ramseyer et Marcel Mathys.
Son premier atelier, ouvert en 1972, se situe dans une ancienne boucherie à Bevaix. Il revient à Neuchâtel en 1980. Dès les années 1980, Daniel Aeberli vit exclusivement de sa peinture. Il déménage à Cudrefin, dans le canton de Vaud, en 1986. À partir de 1995, il réside dans la célèbre maison du Tilleul de Saint‑Blaise, un village ayant accueilli d'autres peintres renommés comme Léon Berthoud, Jules Jacot-Guillarmod et surtout Paul-Théophile Robert.
Daniel Aeberli explore également des lieux inspirants tels que la Hollande, la France, la Toscane et surtout Venise, où il séjourne fréquemment et qui influencent considérablement sa palette de couleurs. Une importante monographie lui est consacrée en 2009.
En été 2012, il expose à Pékin sur invitation de l'ambassade suisse et une plaquette intitulée « Daniel Aeberli, Beijing » est éditée à cette occasion.
Il meurt le 6 juin 2022 à Saint‑Blaise dans le canton de Neuchâtel, à l'âge de 75 ans.

## Style
Il commence par peindre des natures mortes avant de se tourner vers les paysages, en particulier celui du lac de Neuchâtel.
Peignant d'abord à l'huile, il passe à l'acrylique alors qu'il réside à Saint-Blaise.
Son style est décrit comme suit dans un article de 2014 du Nouvelliste : « Un style dépouillé, épuré, qui va à l'essentiel sans se fixer sur les détails, un style qui confine parfois à l'abstraction tant il est affiné ».

## Distinction
- 1978 : Prix Bachelin[3]

## Expositions
- 1972[11], 1975[12] et 1982[13] : Galerie des arts anciens, Bevaix
- 1984[14] et 1985[15] : Galerie du Faubourg, Neuchâtel
- 1999[4] et 2002[16] : Galerie des Amis des arts, Neuchâtel
- 2001[17] et 2005[18] : Galerie Jacques Isoz, Sierre
- 2010 : Pavillon Hoferundhofer, Montet[19]
- 2011 : Galerie Grande Fontaine, Sion[3]
- 2012 : Grace Hotel, Pékin[8]
- 2014 : Galerie Grande-Fontaine, Sion, 2014[10]
- 2018 : Galerie du Château, Avenches[20]
- 2019 : Galerie les 3 Soleils, Epesses[21]
- 2020 : Galeries Marval, Neuchâtel[6]

## Collections publiques
- Musée d'art et d'histoire, Neuchâtel
- Musée des beaux-arts, La Chaux-de-Fonds
- État de Neuchâtel
- Commune de Saint-Blaise
- Banque Cantonale Neuchâteloise (BCN)
- Boccard & Cie, Neuchâtel, Fribourg et Genève
- Dixi Polytool SA, Le Locle
- Dynafisc SA, Neuchâtel
- Esco SA, Les Geneveys-sur-Coffrane
- Genassurances SA, Neuchâtel
- Hôpital de la Providence, Neuchâtel
- Vaudoise assurances, Neuchâtel
- Hôtel Alpes et Lac, Neuchâtel
- Clinique de la Prairie, Montreux